# Hofkirche (Breslau)

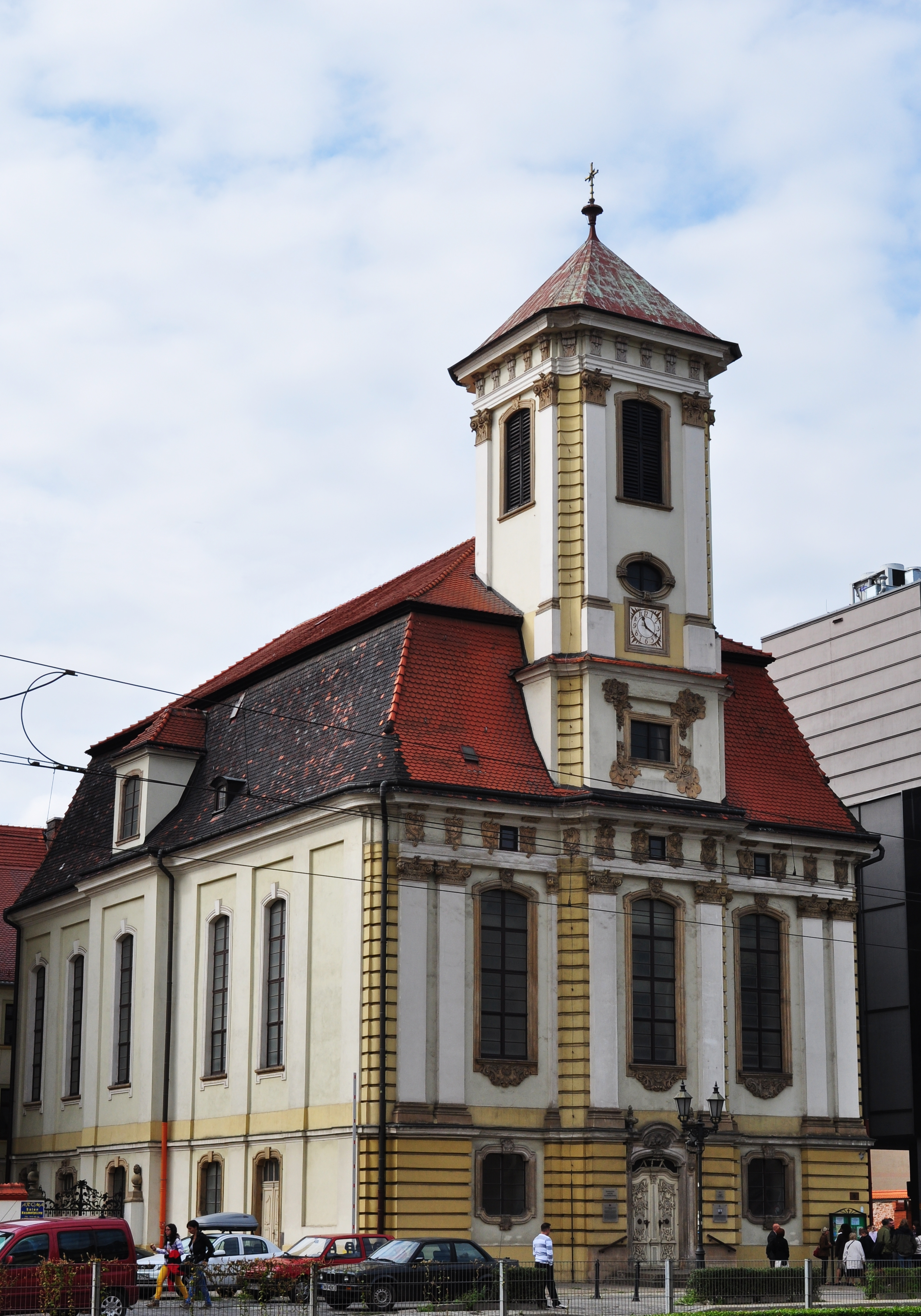
Hofkirche von Breslau

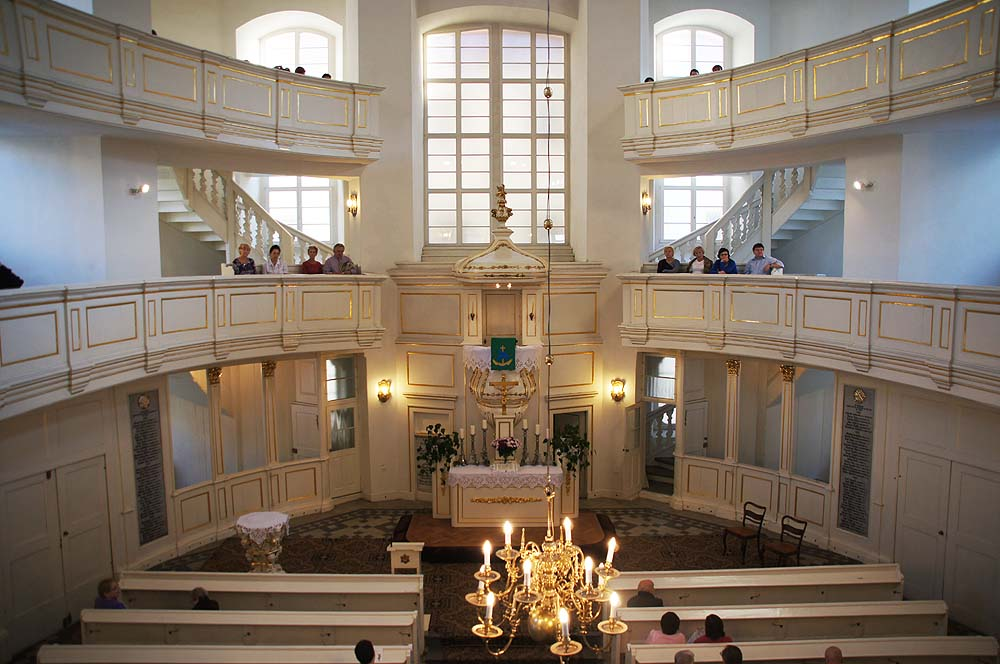
Innenansicht zum Hauptaltar

Die Kirche der Göttlichen Vorsehung (polnisch Kościół Opatrzności Bożej), bis 1946 Hofkirche (daher polnisch auch Kościół dworski), ist eine Kirche am südwestlichen Rand der Breslauer Altstadt. Sie ist Bischofssitz der Diözese Breslau der Evangelisch-Augsburgischen Kirche in Polen. Die Kirche steht an der in den 1970er Jahren fertiggestellten Ost-West-Straße. Sie hat etwa 1000 Sitzplätze.

## Geschichte
Die spätbarocke Kirche wurde nach Plänen von Jonas Friedrich Arnold und Jan Bouman ab 1747 errichtet und am 27. Oktober 1750 eingeweiht. Nach dem neben der Kirche befindlichen Stadtschloss Friedrichs II. erhielt die Kirche im Jahr 1830 anlässlich des 300. Jahrestages des Augsburger Bekenntnisses den Namen Hofkirche.
Den Zweiten Weltkrieg überstand die Kirche unbeschädigt. Nach der Enteignung der Elisabethkirche am 2. Juli 1946 und Umwandlung in eine römisch-katholische Garnisonskirche tagte die Provinzialsynode der altpreußischen Kirchenprovinz Schlesien, erstmals nach dem Zweiten Weltkrieg, hier am 22. und 23. Juli 1946. Vertreten waren Synodale aus 40 Kirchenkreisen, aber keine aus den fünf in der Oberlausitz, während die Zahl der Evangelischen durch die laufenden Vertreibungen aus Schlesien ständig sank. Oberkirchenrat Robert Berger wies auf der Synode Otto Zänkers Ansinnen zurück, von der Britischen Besatzungszone aus wieder als Oberhaupt der Schlesischen Kirche zu fungieren. Die Synode bestätigte dann die Anfang Mai 1945 gebildete provisorische Kirchenleitung und wählte den bisherigen Präses Ernst Hornig zum Bischof.
Nach Ausweisung der schlesischen Kirchenleitung ab Oktober 1946 und des Bischofs Ernst Hornig im Dezember des Jahres verblieben nur noch einige Mitarbeiter der Kirchenleitung bis Mai 1947 in Breslau, um die Übernahme der wenigen verbleibenden Kirchenstrukturen durch den Bevollmächtigten des Konsistoriums der Evangelischen Kirche A.B. in Polen zu begleiten. Hornig und die Kirchenleitung nahmen im schlesischen Görlitz ihren Sitz.
Die ehemals evangelisch-reformierte Hofkirche wurde Bischofssitz der lutherischen Diözese Breslau, Evangelisch-Augsburgische Kirche in Polen. Heute ist die Hofkirche neben der Christophorikirche und der 1996 rückübertragenen Gustav-Adolf-Kirche eines von drei Gotteshäusern der Evangelisch-Augsburgischen Kirche in Breslau.

## Architektur
Die Kirche ist etwa 30 m lang und 17,5 Meter breit. Sie ist in Nord-Süd-Richtung orientiert. Sie hat einen ovalen Grundriss, zwei Emporen. Zwei Logen befinden sich rechts und links neben, die Kanzel über dem Altar. Die Innenausstattung ist in cremigem Weiß mit Gold ausgeführt.

## Orgel

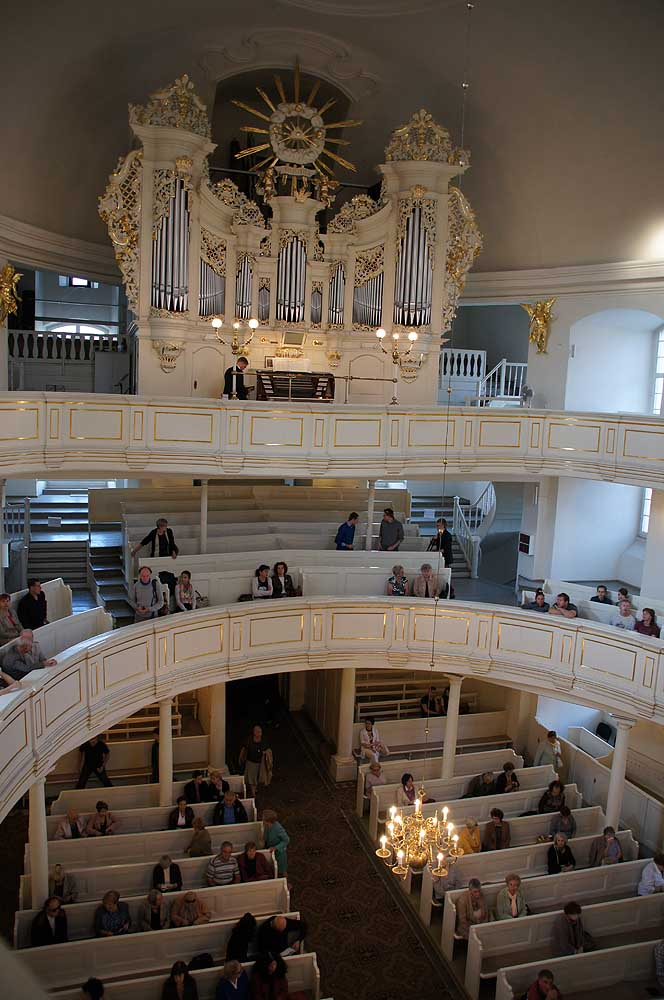
Orgel der Hofkirche

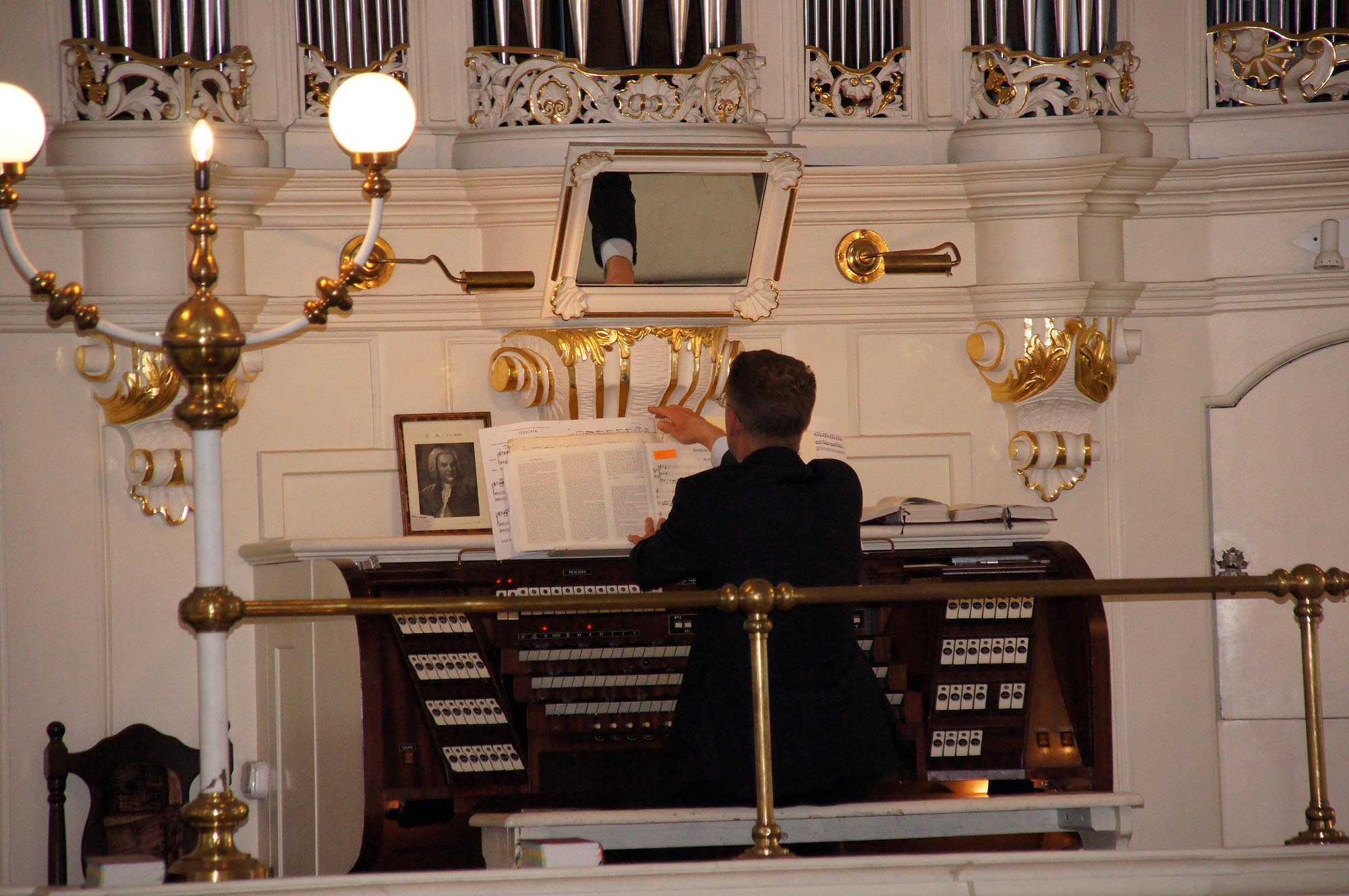
Spieltisch

Die Orgel wurde 1922 von dem Orgelbauer G. F. Steinmeyer & Co. als op. 1339 mit ursprünglich 47 Registern erbaut. Das Taschenladen-Instrument hat heute 50 Register auf drei Manualwerken und Pedal. Die Trakturen sind elektrisch.
| I. M., Hauptwerk C–a3 |     |
| Bourdon               | 16′ |
| Principal             | 8′  |
| Viola di Gamba        | 8′  |
| Dolce                 | 8′  |
| Hohlflöte             | 8′  |
| Gedeckt               | 8′  |
| Octav                 | 4′  |
| Rohrflöte             | 4′  |
| Octav                 | 2′  |
| Mixtur IV             |     |
| Trompete              | 8′  |

| II. M., Schwellwerk C–a3 |       |
| Rohrflöte                | 16′   |
| Geigenprincipal          | 8′    |
| Salicional               | 8′    |
| Rohrflöte                | 8′    |
| Quintatön                | 8′    |
| Principal                | 4′    |
| Flauto dolce             | 4′    |
| Octav                    | 2′    |
| Flautino                 | 2'    |
| Rauschquinte             | 2 ⁄3′ |
| Klarinette               | 8′    |
| Tremolo                  |       |

| III. M., Schwellwerk C–a3 |        |
| Lieblich Gedeckt          | 16′    |
| Hornprincipal             | 8′     |
| Gemshorn                  | 8′     |
| Viola alta                | 8′     |
| Aeoline                   | 8′     |
| Vox coelestis             | 8′     |
| Soloflöte                 | 8′     |
| Principal                 | 4′     |
| Violine                   | 4′     |
| Flauto traverso           | 4′     |
| Nasard                    | 2 ⁄3′  |
| Flageolett                | 2′     |
| Terzflöte                 | 1 3⁄5′ |
| Trompete                  | 8′     |
| Tremolo                   |        |

| Pedalwerk C–f1 |         |
| Kontrabaß      | 16′     |
| Harmonicabaß   | 16′     |
| Subbaß         | 16′     |
| Echobaß        | 16′     |
| Bourdon        | 16′     |
| Quintbaß       | 10 2⁄3′ |
| Octavbaß       | 8′      |
| Violoncello    | 8′      |
| Gemshorn       | 4′      |
| Posaune        | 16′     |
| Trompete       | 8′      |